# Osweiler
Osweiler är en ort i Luxemburg.   Den ligger i distriktet Grevenmacher, i den östra delen av landet, 29 km nordost om huvudstaden Luxemburg. Osweiler ligger 290 meter över havet och antalet invånare är 381.
Terrängen runt Osweiler är kuperad åt nordost, men åt sydväst är den platt.  Närmaste större samhälle är Echternach, 3,3 km norr om Osweiler. 
I omgivningarna runt Osweiler växer i huvudsak blandskog. Runt Osweiler är det ganska tätbefolkat, med 60 invånare per kvadratkilometer.